# 1823 en Grèce ottomane
Chronologie de la Grèce ottomane
- 1819
- 1820
- 1821
- 1822
- 1823
- 1824
- 1825
- 1826
- 1827

Cette page concerne les évènements survenus en 1823 en Grèce ottomane  :

## Événement
- Guerre d'indépendance grecque (1821-1829).
- Guerre civile grecque (1823-1825)
- 10-30 avril : Assemblée nationale d'Astros
- 20-21 août : Bataille de Karpénissi
- 20 septembre-30 novembre : Second siège de Missolonghi (en)

## Création
- Constitution grecque de 1823

## Dissolution
- Exécutif grec

## Naissance
- Leonídas Alválas (el), compositeur.
- Antónios Fatséas, poète.
- Emmanouíl Ioannídis (el), philologue.
- Roúsos Koúndouros (el), personnalité politique.
- Athanasios Rhousopoulos, archéologue.

## Décès
- Márkos Bótzaris, acteur de la guerre d'indépendance.
- Ioánnis Dimoulítsas (el), révolutionnaire.
- Athanásios Kanakáris, révolutionnaire et personnalité politique.
- Charísios Megdánis (el), médecin et écrivain.
- Melchisedék Tsouderós (el), révolutionnaire.